# Eugenia shettyana
Eugenia shettyana är en myrtenväxtart som beskrevs av Murugan och R. Gopalan. Eugenia shettyana ingår i släktet Eugenia och familjen myrtenväxter. Inga underarter finns listade i Catalogue of Life.